# Nube pública
Nube pública es un término que hace referencia a una “infraestructura que está disponible para el público en general o para un gran sector de la industria, y es provista por una organización que comercializa servicios a demanda”
Este tipo de nube ofrece sus servicios a cualquier usuario de internet. Los clientes pagan por el espacio de almacenamiento que necesitan.
La nube pública es entonces un conjunto compartido de recursos, que sirven a muchas organizaciones, startups y personas, a realizar cómputo, almacenamiento de bases de datos, entrega de contenido y otra funcionalidad para ayudar a las empresas a escalar y crecer, sin un coste y desembolso inicial fuerte, pagando sólo lo que usa, para crear aplicaciones sofisticadas y cada vez más flexibles, escalables y fiables.
El beneficio de este paradigma se resume en el ahorro de costos (no hay inversión inicial en equipamiento o licencias de software), y en la agilidad con que varía la utilización de recursos de TI, la elasticidad de adaptarse a los cambios o nuevas necesidades.

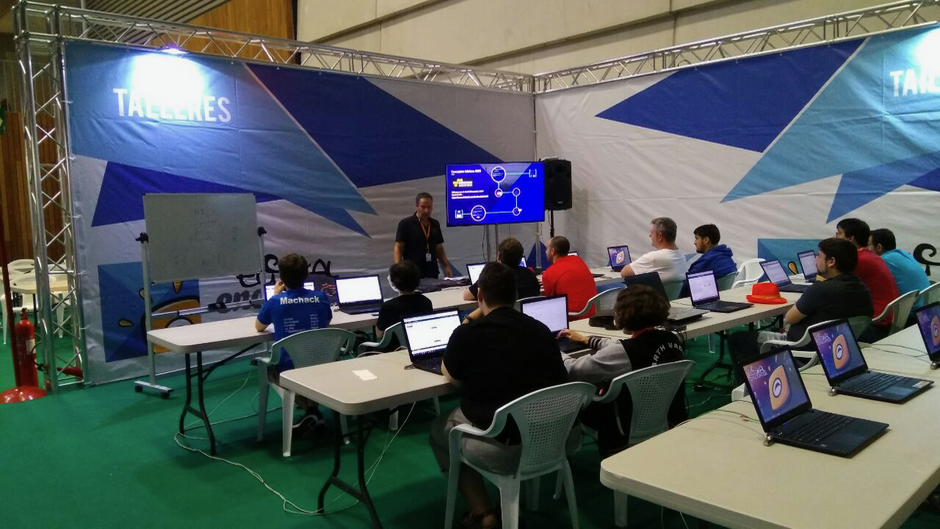
Formación AWS en la EuskalEncounter 2017

En el modelo de nube pública –que no debe confundirse con nube comunitaria- habitualmente hay cargos variables según diferentes criterios: tiempo de uso, ejecución de código, volumen de tráfico, espacio de almacenamiento, tiempo de computo, etc. En cualquier caso, el modelo de pago escala según el éxito del sitio o las aplicaciones que se coloquen en la nube pudiendo adaptarse a la demanda en tiempo real, (auto-escalado). 
La gama de servicios disponibles se ha expandido considerablemente, abarcando áreas cada vez más especificas. Entre ellos se incluyen entrenamiento en machine learning, soluciones de IA, bases de datos para telemetría, ecosistema para IoT, comunicaciones privadas 5G, y muchos más. Además de los servicios generales previamente mencionados, como máquinas virtuales, almacenamiento de objetos y bases de datos transaccionales populares, algunas nubes ofrecen más de cien servicios, muchos de los cuales son gestionados directamente por la nube y están listos para usar.   
Las empresas que ofrecen estos servicios, suelen tener sus centros de datos, virtualizados y repartidos por todo el mundo, en regiones estratégicas y duplicados de manera que permite construir aplicaciones o sistemas con muchas zonas de disponibilidad o incluso a prueba de fallos.
Ejemplos de empresas que ofrecen servicios de Nube pública:
Microsoft Azure, Google Cloud, Oracle Cloud, Amazon Web Services (AWS), Alibaba Cloud
Otras empresas con menor cuota de mercado son:
IBM Cloud, Dimensiondata, Rackspace, VMware Cloud,